# Reading School

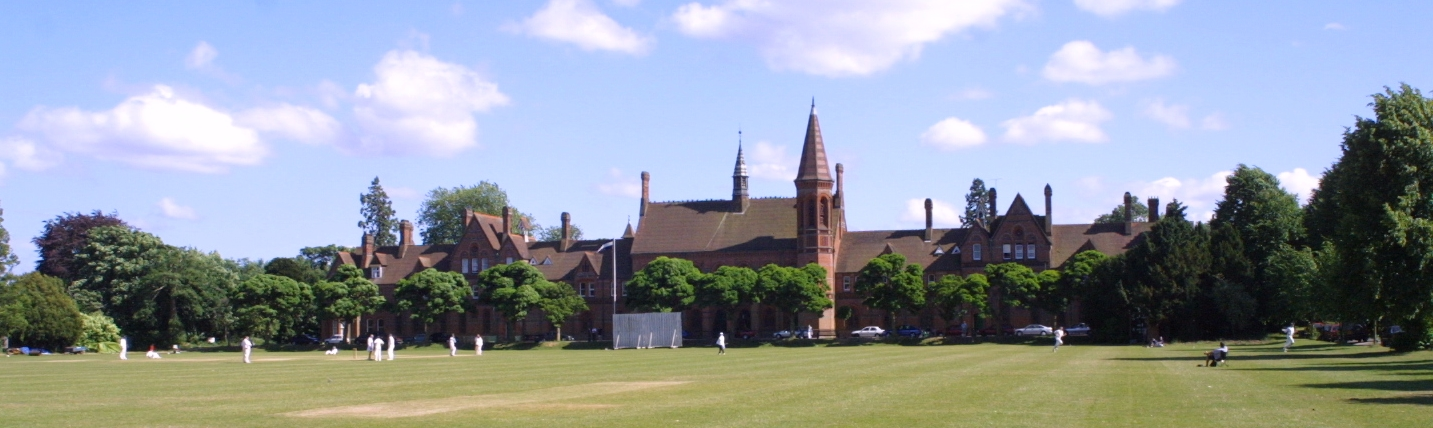

Reading School – jedna z najstarszych angielskich szkół dla chłopców. Mieści się w Reading. Kontynuuje tradycje szkoły przy opactwie Reading.

## Absolwenci
- William Laud
- Ross Brawn
- Andrew Smith